# 타이베이 신민 사립 국민소학교
타이베이 신민 사립 국민소학교(臺北市私立新民國民小學)는 중화민국 타이베이의 사립 초등학교이다.

## 교내 연혁
1952년 창설된 타이완 타이베이의 이름난 사학 재단에서 4년 후 1956년 중화민국 타이완 타이베이에서 첫 개교되어 현재에 이르고 있는 자유중화민국 타이완 1세대 사학 초등학교 중 한 곳이라 알려져 있다.